# 잉뤄청
잉뤄청(중국어 간체자: 英若诚, 정체자: 英若誠, 병음: Yīng Ruòchéng, 한자음: 영약성, 1929년 6월 21일 ~ 2003년 12월 27일)은 중화인민공화국의 배우, 감독, 극작가, 번역가이다.

## 생애
베이징시에서 만주족의 아들로 태어났으며 어린 시절에는 톈진시의 교회 학교에 재학했다. 국립 칭화 대학 서양문학과를 졸업했으나 문화 대혁명 시기에는 지방에서 강제 노동에 시달리기도 했다. 1982년에 개봉된 텔레비전 드라마 《마르코 폴로》에서 쿠빌라이 칸 역할을 맡았다.
1986년부터 1990년까지 중화인민공화국 문화부 차관을 역임했고 1987년에 개봉된 베르나르도 베르톨루치 감독의 영화 《마지막 황제》에서 전범 수용소 소장 역할을 직접 맡았다. 1993년에 개봉된 영화 《리틀 부다》에서 라마 노르부 역할을 맡았다. 그의 아내인 우스량(吳世良)은 번역가로 활동했으며 그의 아들인 잉다(英達)은 배우로 활동했다. 1998년에는 막사이사이상을 수상했다.

## 주요 출연 작품
- 1964년 바이츄언 의사: 통 비서 역
- 1981년 지음: 위안스카이 역
- 1982년 마르코 폴로: 쿠빌라이 칸 역
- 1987년 마지막 황제: 전범 수용소 소장 역
- 1993년 리틀 부다: 라마 노르부 역